# Daphnis
|  | No s'ha de confondre amb Dafne. |

Daphnis és un gènere de lepidòpters ditrisis de la família dels esfíngids (Sphingidae). Està distribuït principalment per Àsia i Oceania.

## Taxonomia
El gènere Daphnis inclou 12 espècies:
- Daphnis dohertyi Rothschild, 1897 - Sud-est Asiàtic, Oceania
- Daphnis hayesi Cadiou, 1988 - Sud-est Asiàtic, Oceania
- Daphnis hypothous (Cramer, 1780) - Àsia, Oceania
- Daphnis kitchingi Haxaire & Melichar, 2011 - Madagascar
- Daphnis layardii Moore, 1882 - Sri Lanka
- Daphnis minima Butler, 1876 - Índia, Sri Lanka
- Daphnis moorei W.J. Macleay, 1866 - Sud-est Asiàtic, Oceania
- Daphnis nerii (Linnaeus, 1758) - Euràsia, Àfrica
- Daphnis placida (Walker, 1856) - Sud-est Asiàtic, Oceania
- Daphnis protrudens Felder, 1874 - Sud-est Asiàtic, Oceania
- Daphnis torenia Druce, 1882 - Oceania
- Daphnis vriesi Hogenes & Treadaway, 1993 - Filipines

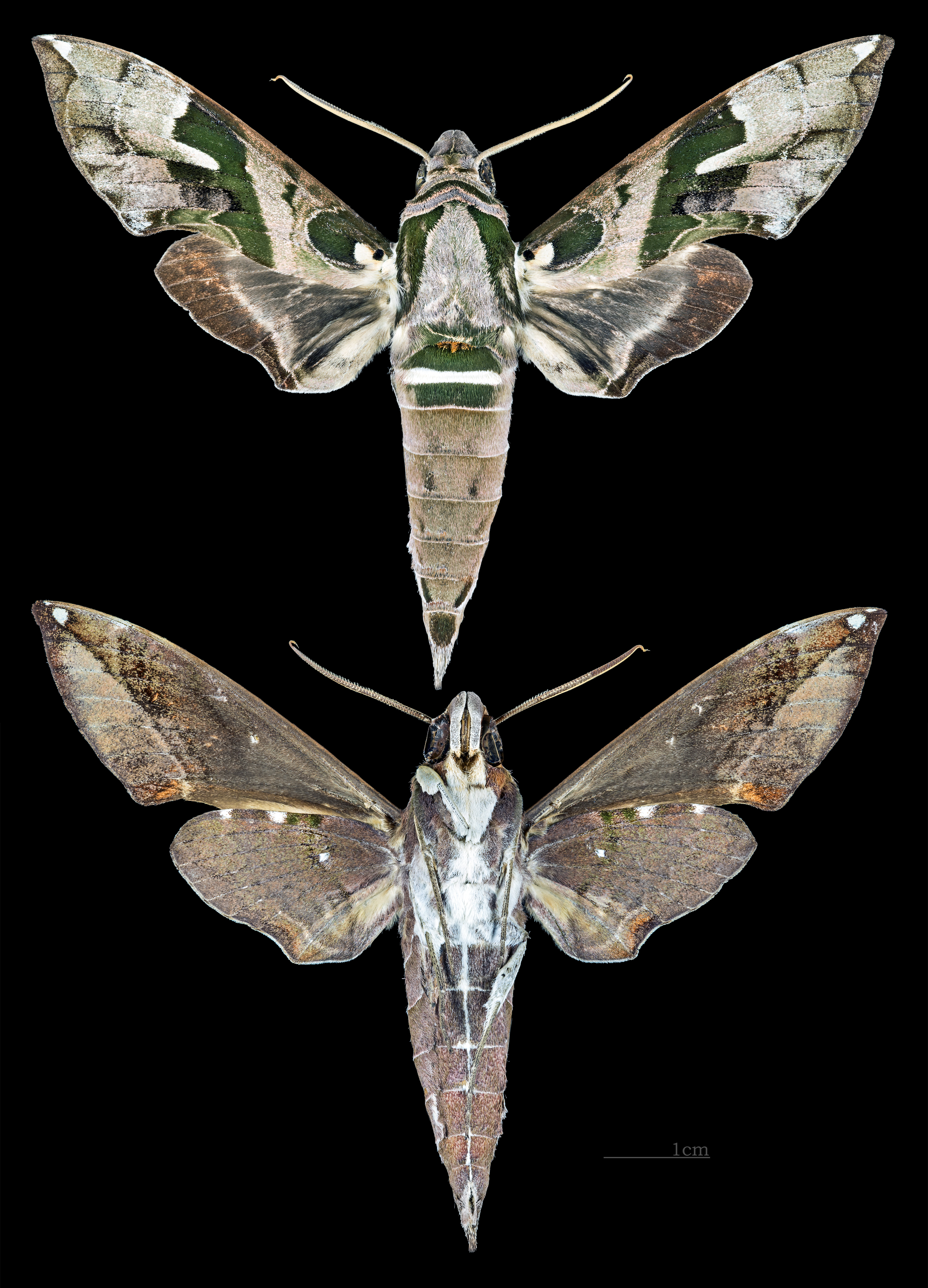
Daphnis dohertyi
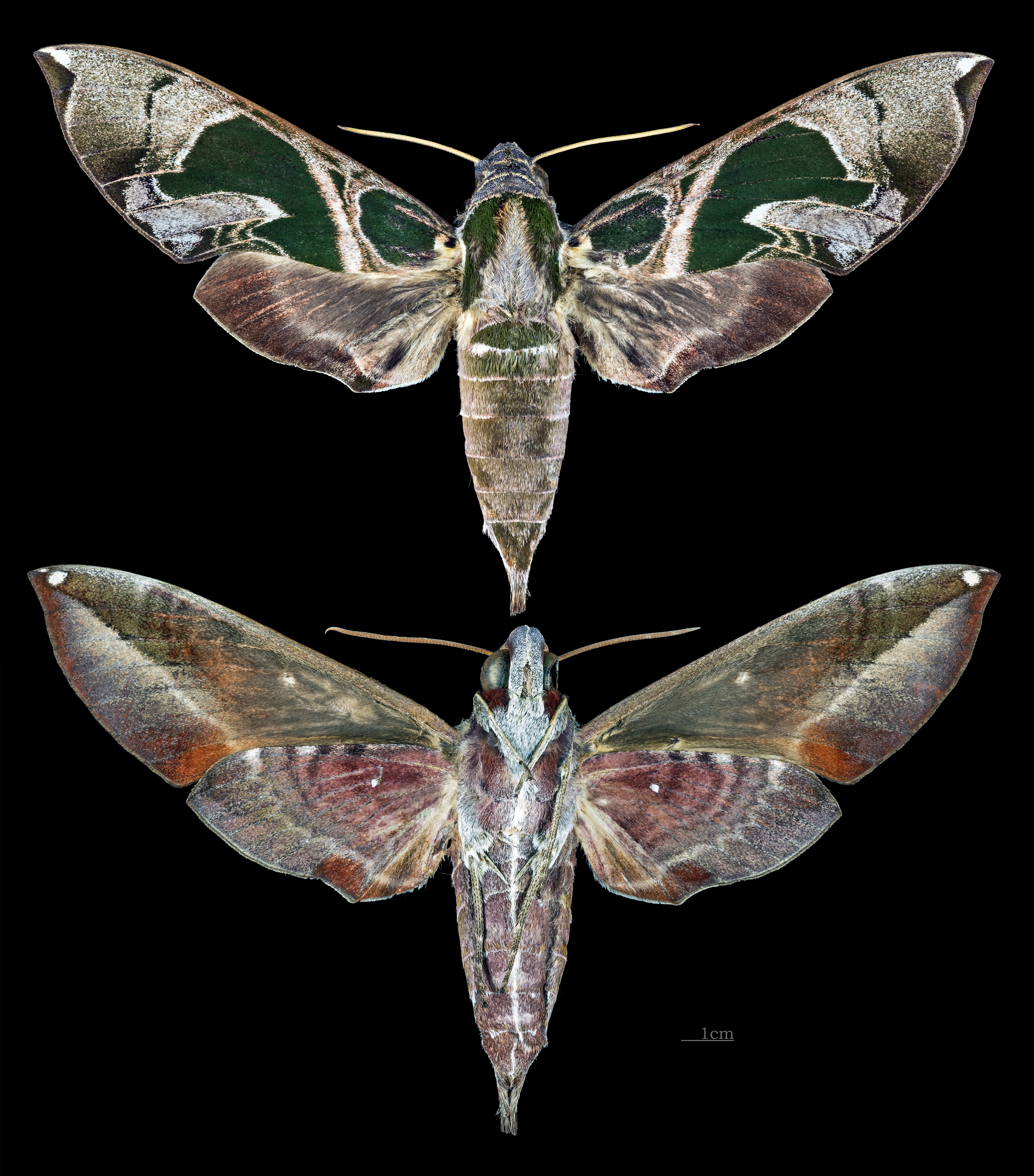
Daphnis hayesi
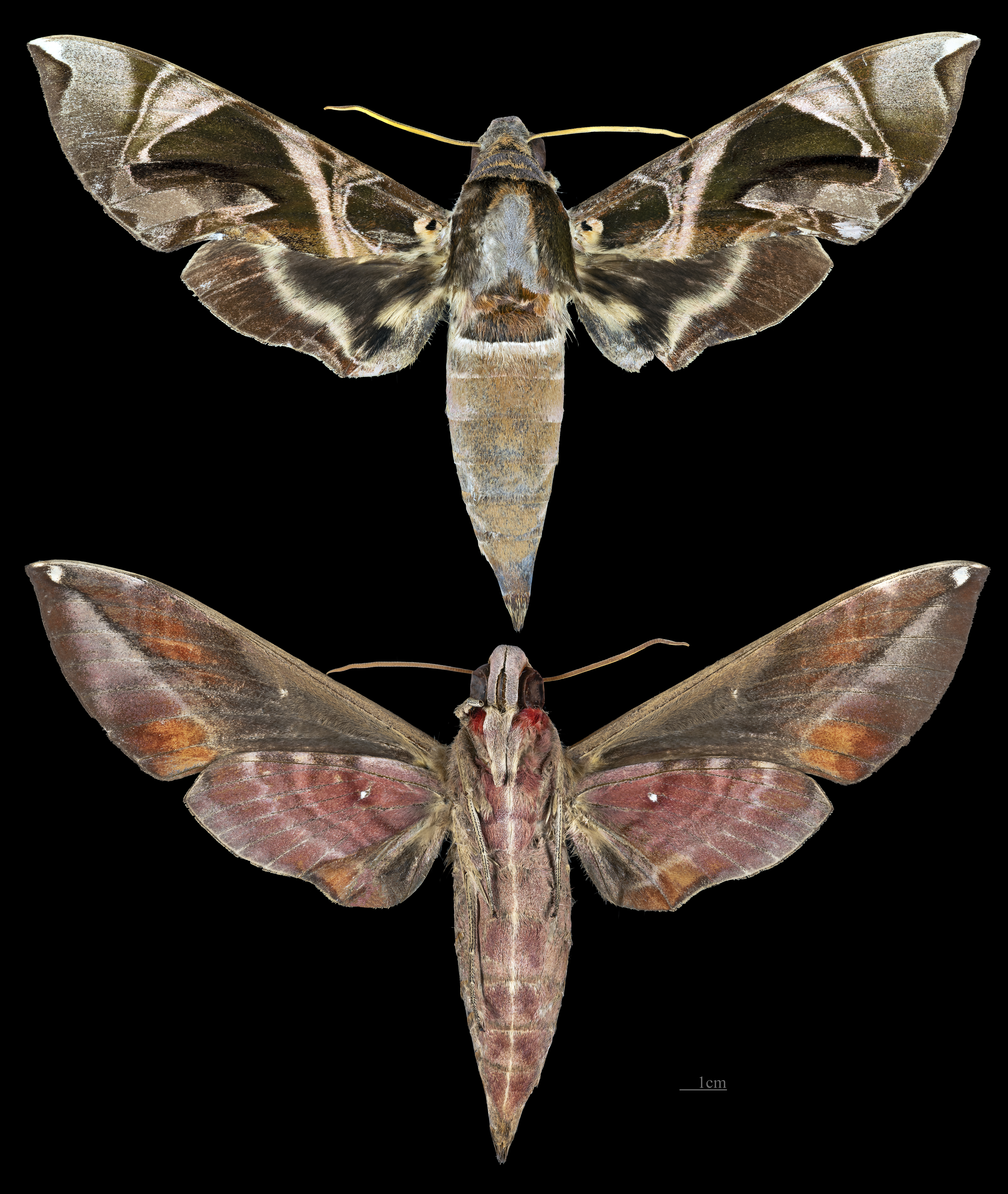
Daphnis hypothous
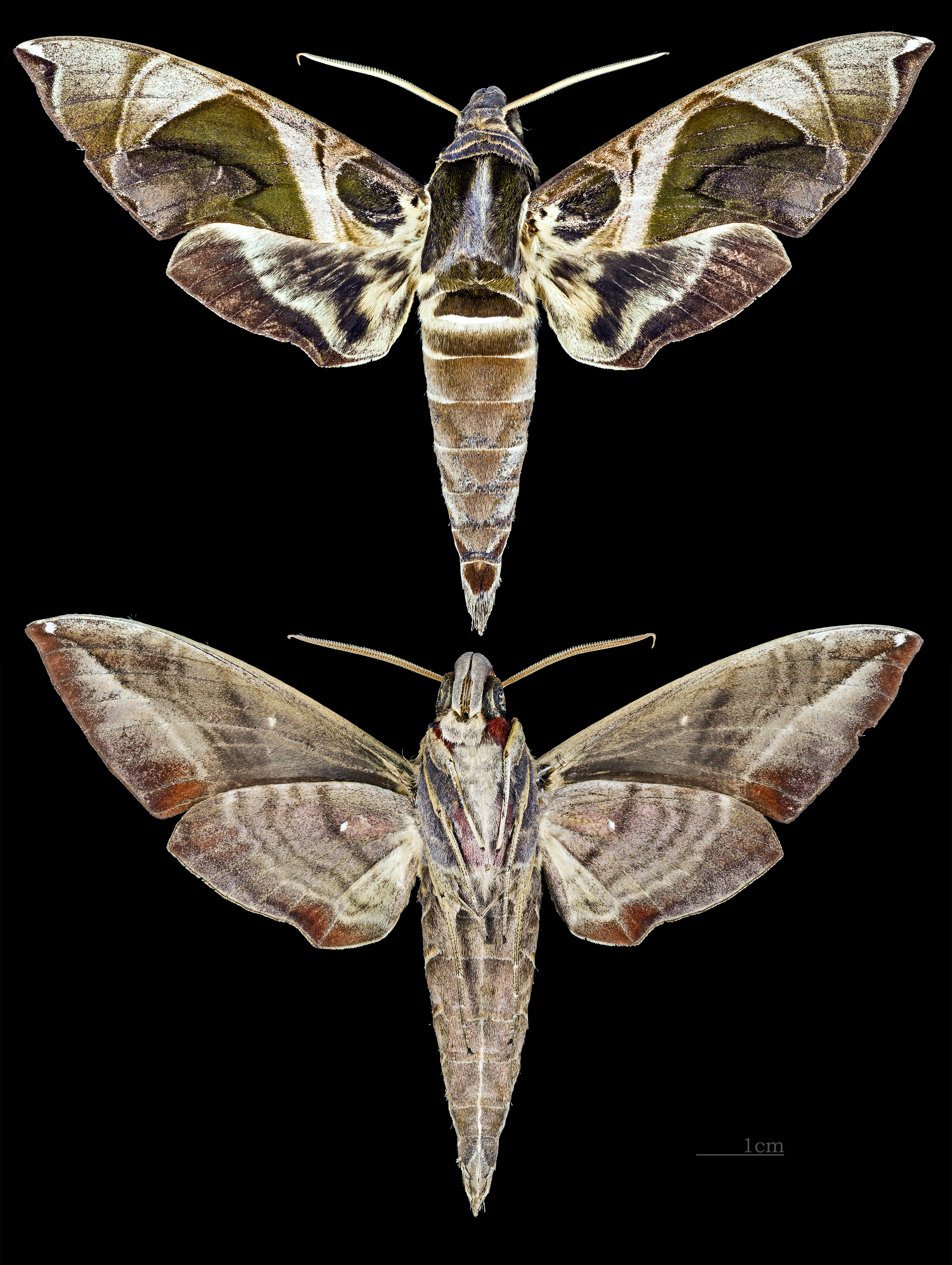
Daphnis moorei
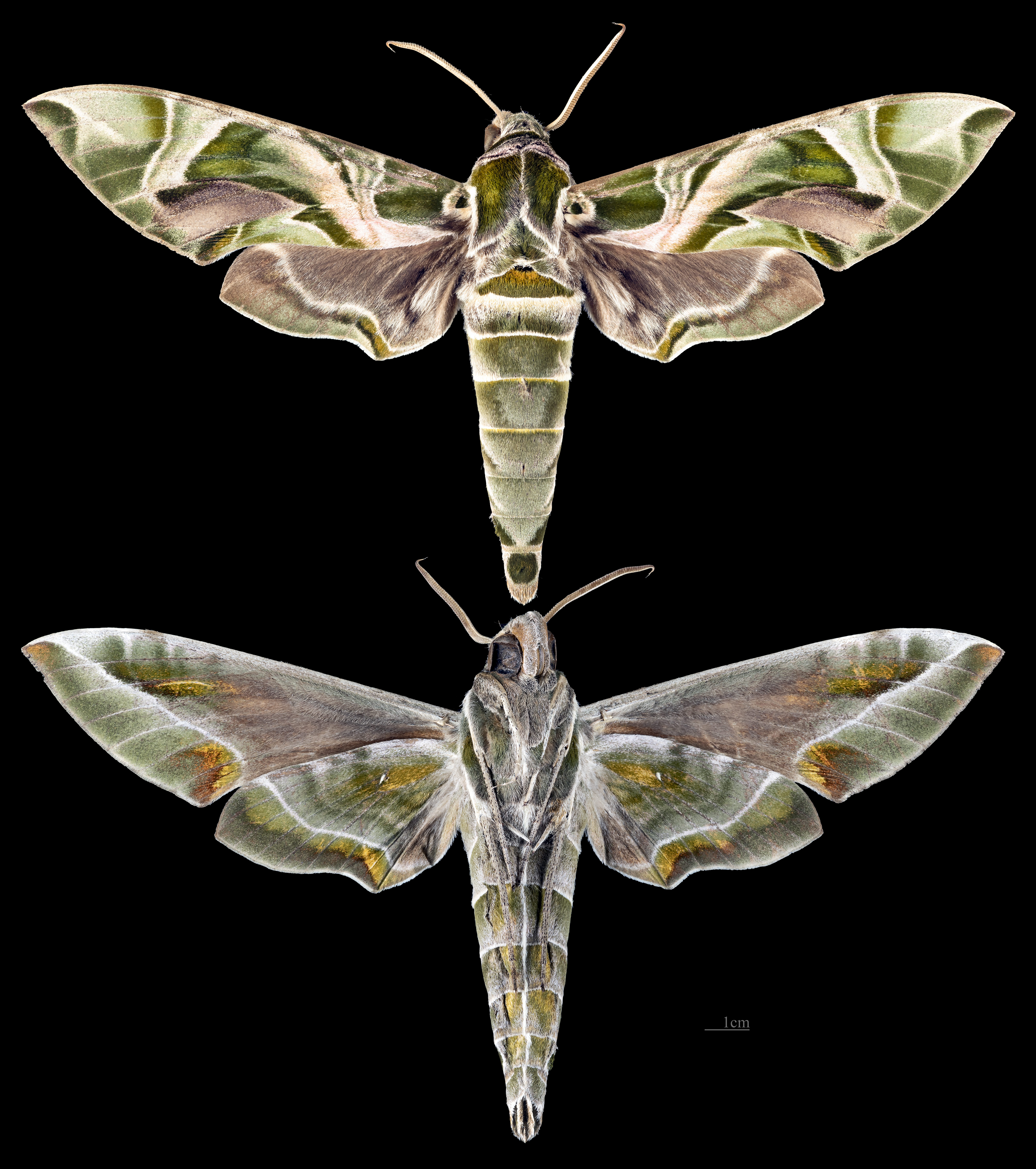
Daphnis nerii
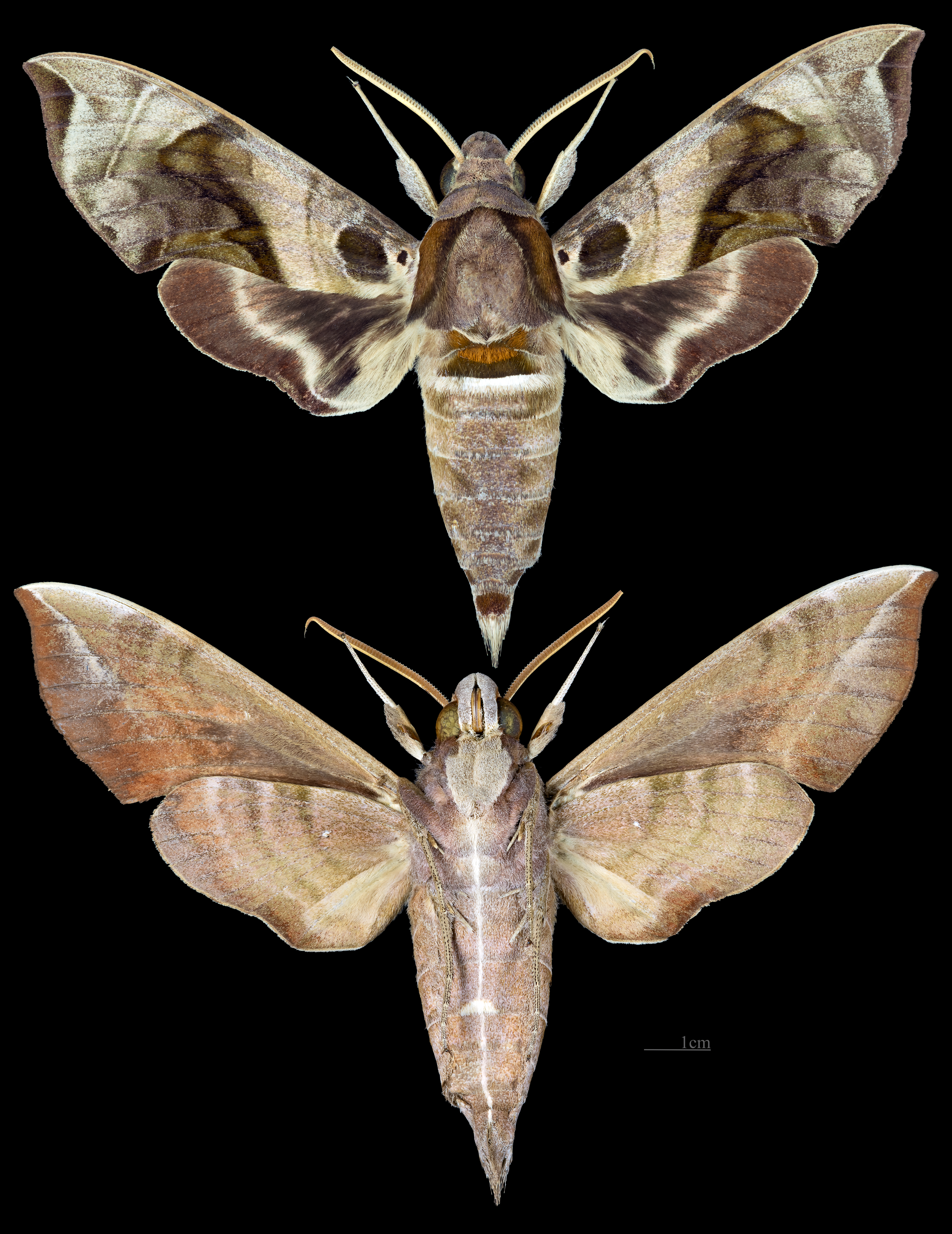
Daphnis placida
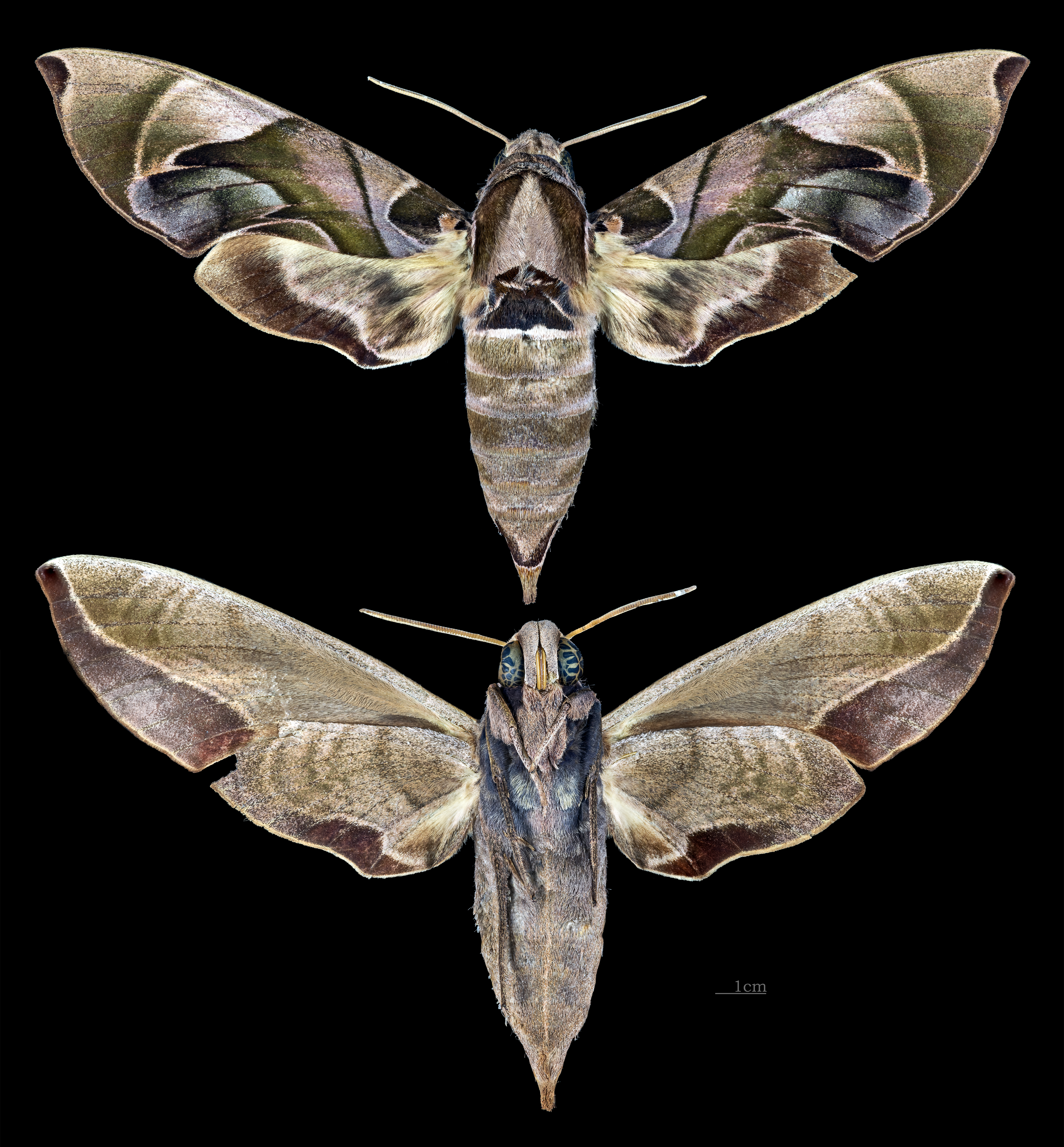
Daphnis protrudens
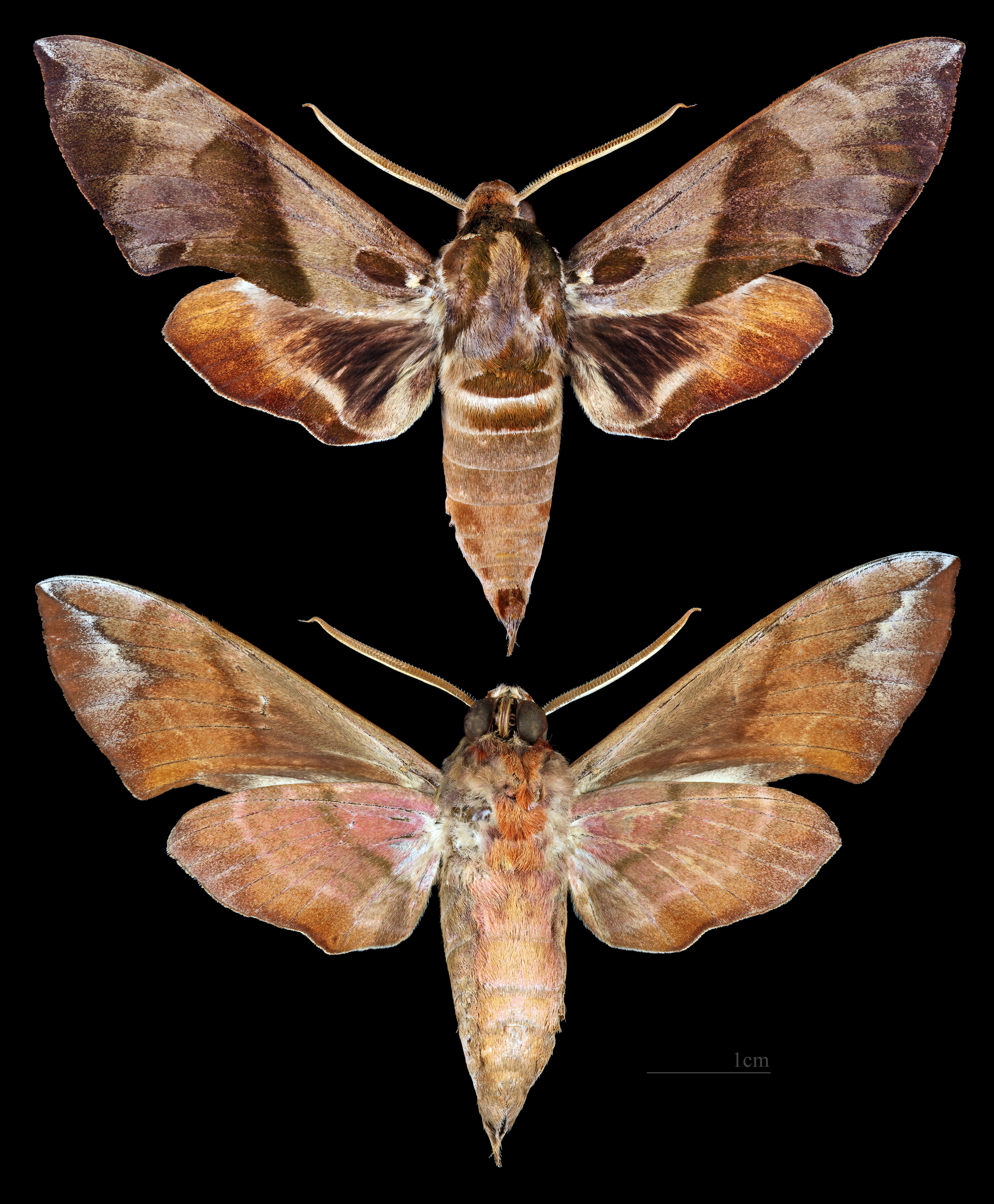
Daphnis torenia